# The Pointing Finger (film fra 1919)
The Pointing Finger er en amerikansk stumfilm fra 1919 af Edward A. Kull og Edward Morrissey.

## Medvirkende
- Mary MacLaren som Mary Murphy
- David Butler som David
- John Cook som William Saxton
- Carl Stockdale som Grosset
- Lydia Knott som Matron